# Шоркасы (Чебоксарский район)
Шоркасы́ (чув. Шуркасси) — деревня в Чебоксарском районе Чувашской Республики. Входит в состав Чиршкасинского сельского поселения.

## География
Находится в северной части Чувашии на расстоянии приблизительно 17 км на запад-юго-запад по прямой от районного центра поселка Кугеси.

## История
Известна с 1795 года, когда здесь (тогда выселок деревни Котякова, ныне Большие Котяки) было 13 дворов. В 1858 году (уже околоток деревни Первая Алина, ныне Чалымкасы) был 101 житель, в 1906 — 28 дворов, 136 жителей, в 1926 — 32 двора, 141 житель, в 1939 году — 155 жителей, в 1979 году — 107. В 2002 году было 30 дворов, в 2010 — 32 домохозяйства. В период коллективизации образован колхоз «Алино», в 2010 году действовал СХПК «Искра».

## Население
Постоянное население составляло 99 человек (чуваши 100 %) в 2002 году, 106 в 2010.